# Enio Mendes
Enio Jose Mendes da Encarnacao (* 9. Januar 1985 auf Madeira) ist ein ehemaliger portugiesischer Tischtennisspieler. Er ist Rechtshänder und verwendet als Griff die europäische Shakehand-Schlägerhaltung. 2011 gewann er zusammen mit der Mannschaft eine Bronzemedaille bei der Europameisterschaft.
Mendes spielte auch bei deutschen Vereinen. So wechselte er 2001 vom portugiesischen Klub Grupo Estreito (Portugal) in die 2. deutsche Bundesliga zu Würzburger Hofbräu 96. In der Saison 2004/05 spielte er beim Verein TTC Eilenburg (2. BL Süd).

## Turnierergebnisse
| Verband | Veranstaltung               | Jahr | Ort               | Land | Einzel        | Doppel    | Mixed      | Team |
| ------- | --------------------------- | ---- | ----------------- | ---- | ------------- | --------- | ---------- | ---- |
| POR     | Europameisterschaft         | 2011 | Danzig            | POL  |               |           |            | 3    |
| POR     | Europameisterschaft         | 2010 | Ostrava           | CZE  | letzte 128    | letzte 64 |            | 11   |
| POR     | Europameisterschaft         | 2008 | St. Petersburg    | RUS  | letzte 128    | letzte 64 |            | 15   |
| POR     | Europameisterschaft         | 2005 | Aarhus            | DEN  | letzte 128    |           | letzte 128 | 22   |
| POR     | Europameisterschaft         | 2003 | Courmayeur        | FRA  | letzte 64     |           | letzte 128 | 22   |
| POR     | Europameisterschaft         | 2002 | Zagreb            | HRV  | Qual.         | Qual.     | letzte 128 | 23   |
| POR     | Jugend-Europameisterschaft  | 2003 | Novi Sad          | SRB  | Viertelfinale |           |            |      |
| POR     | Schüler-Europameisterschaft | 1999 | Frydek-Mistek     | ROU  | Viertelfinale |           |            |      |
| POR     | Jugend-Weltmeisterschaft    | 2003 | Santiago de Chile | CHI  | letzte 16     |           |            |      |
| POR     | Pro Tour                    | 2006 | Warschau          | POL  | letzte 64     | letzte 32 |            |      |
| POR     | Weltmeisterschaft           | 2012 | Dortmund          | GER  |               |           |            | 11   |
| POR     | Weltmeisterschaft           | 2011 | Rotterdam         | NED  | Qual.         |           | letzte 64  |      |
| POR     | Weltmeisterschaft           | 2010 | Moskau            | RUS  |               |           |            | 14   |
| POR     | Weltmeisterschaft           | 2008 | Guangzhou         | CHN  |               |           |            | 27   |
| POR     | Weltmeisterschaft           | 2007 | Zagreb            | HRV  | letzte 128    |           |            |      |
| POR     | Weltmeisterschaft           | 2006 | Bremen            | GER  |               |           |            | 31   |
| POR     | Weltmeisterschaft           | 2004 | Doha              | QAT  |               |           |            | 34   |
| POR     | Weltmeisterschaft           | 2003 | Paris             | FRA  | Qual.         |           |            |      |